# Habrolepis apicalis
Habrolepis apicalis är en stekelart som beskrevs av James Waterston 1917. Habrolepis apicalis ingår i släktet Habrolepis och familjen sköldlussteklar.
Artens utbredningsområde är Ghana. Inga underarter finns listade i Catalogue of Life.